# منتخب الأوروغواي لكرة اليد
منتخب الأوروغواي لكرة اليد هو الممثل الرسمي لدولة الأوروغواي في رياضة كرة اليد. نافس في بطولة بان أميركان لكرة اليد وظهر فيها 9 مرات كانت الأولى في سنة 1994 وكانت أفضل نتيجة له فيها هي المركز الرابع في 2012، 2014 و2016.

## وصلات خارجية
- الموقع الرسمي